# 神峯神社

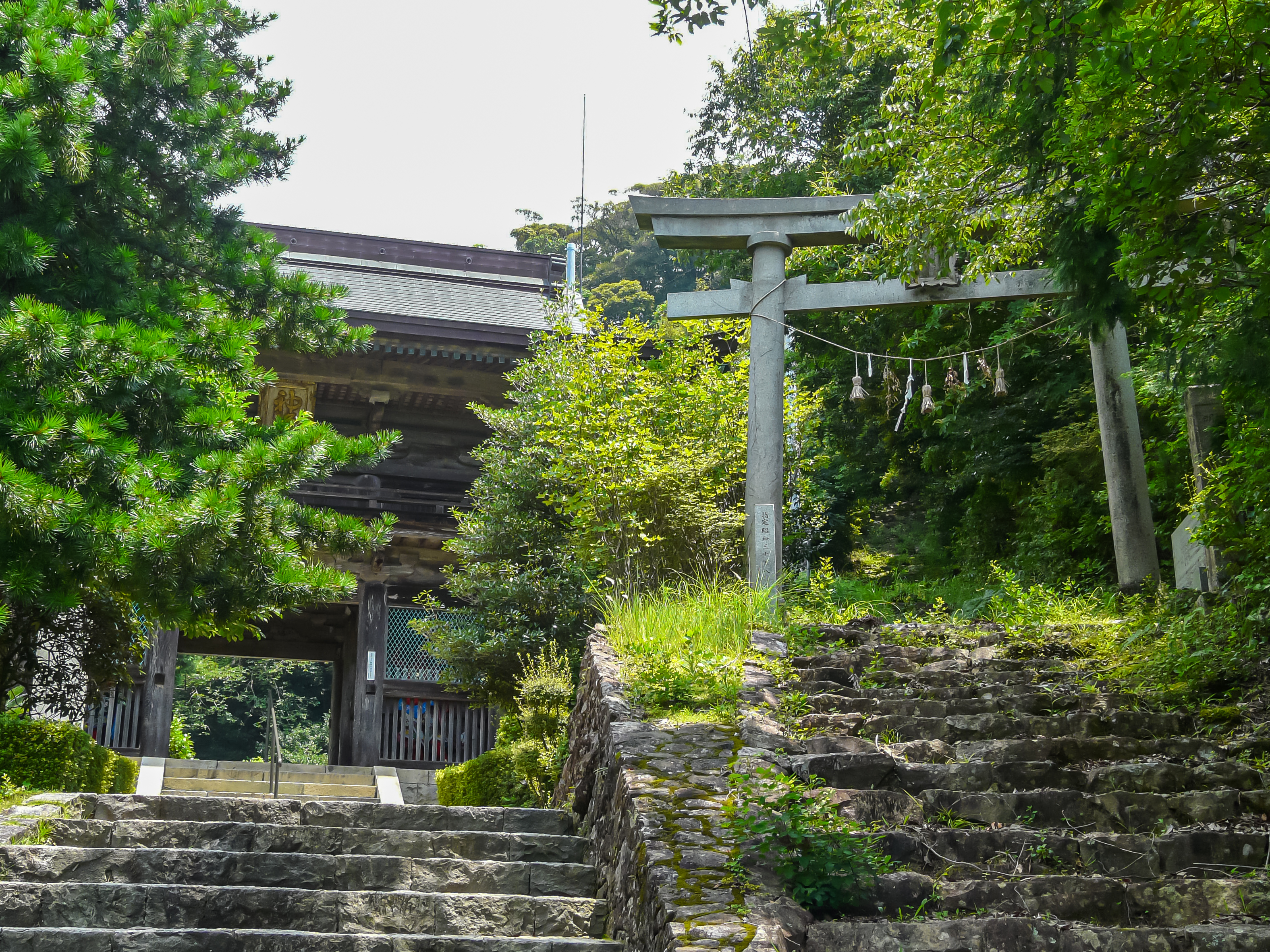
神峯寺山門横に並ぶ神峯神社鳥居

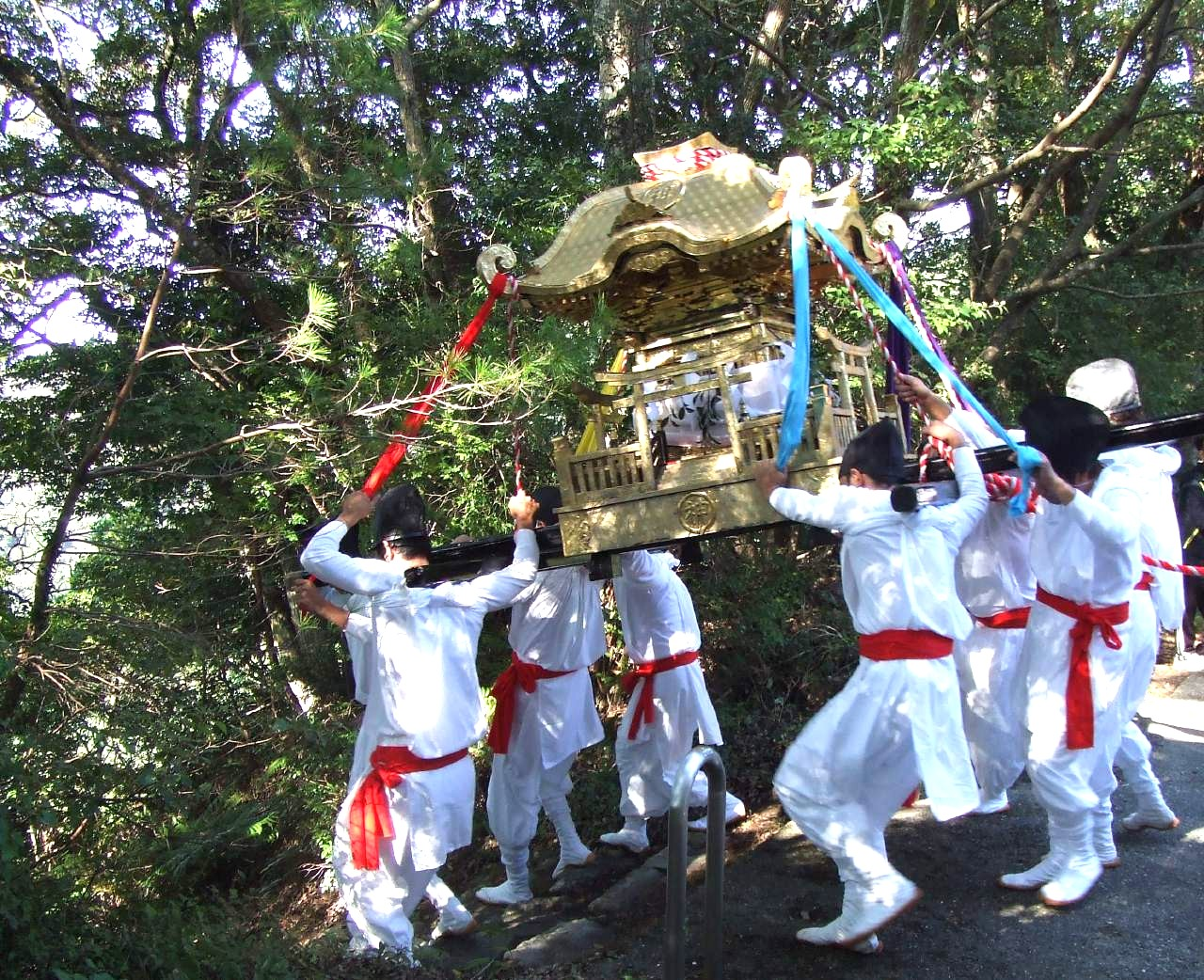
神輿が下ろされる

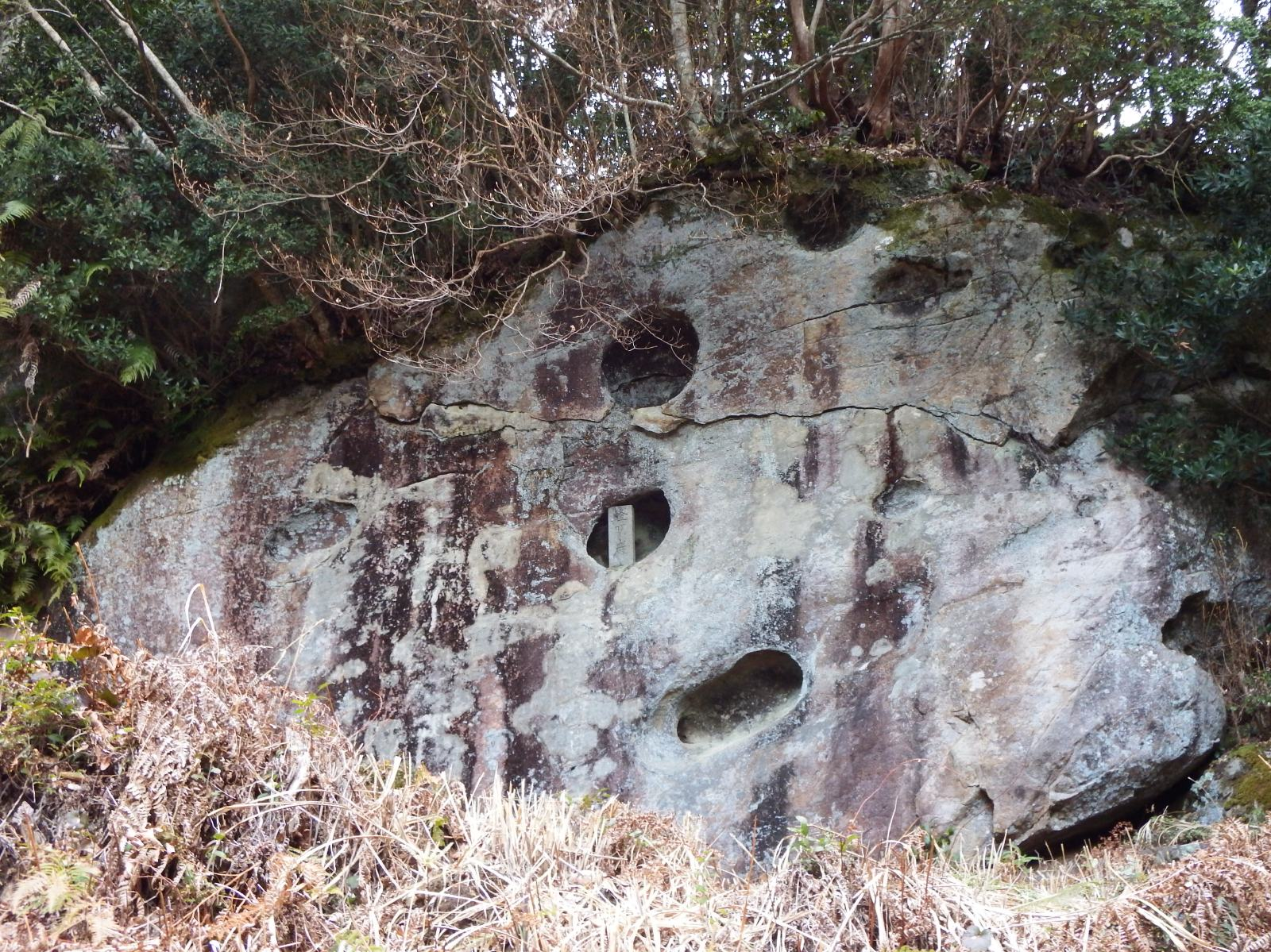
燈明岩

神峯神社（こうのみねじんじゃ）は、高知県安芸郡安田町にある神社。祭神は大山祇命、配神は天照大神、春日大神（天児屋根命）、八幡大神（応神天皇）。社格は県社。四国八十八箇所二十七番札所神峯寺の奥の院であるが、もとは札所であった。

## 概要
神峯山（標高569.9m）の山頂近くの標高500ｍ付近にあり、神峯寺の約250m上った所に位置する。神峯寺の前身である観音堂との神仏習合の宗教施設であったが、明治初期の神仏分離令により仏教施設が廃され神社のみが残った。明治20年（1887年）に神峯寺が再興され、現在は神峯寺の奥の院という位置づけとなっている。
神峯神社日記によれば、神武天皇が東征の際、この山を神の峯とし石を積み神籬を立てて祀ったことが起源と伝えられている。
本殿の向かって右奥上方には燈明巌（とうみょういわ）と呼ばれる岩がある。この岩は太古から夜が更けると青白く光っていたと言われている。天変地異などの異変が起こる前兆として光ると言われており、日清戦争、日露戦争、関東大震災、太平洋戦争、南海地震の前に光ったと伝えられている。

## 秋季大祭
毎年10月28日に行われる。標高450mの神社から、4km離れた海岸の御旅所まで成人男性が神輿を担いで駆け下りる。神楽、太鼓、俄が奉納される。かつては奉納相撲も行われていたが少子高齢化により平成18年（2006年）を最後に途絶えていた。平成28年（2016年）10月28日に唐浜の松林にある土俵で町立安田小学校の児童ら約４０人が参加して奉納相撲が9年ぶりに開かれた。

## 境内
- 一の鳥居：はるか下の麓の上り口の車道脇にある。
- 二の鳥居：神峯寺の仁王門の横に立つ。
- 三の鳥居：境内前の駐車場からの入口に木製の簡素な鳥居
- 本殿：拝殿と本殿が一体になっている。
- 摂社・龍田神社：本殿の向かって右の祠
- 摂社・豊受神社：さらに上にある祠
- 摂社・岩屋神社：本殿に向かって左を進み回り込んだ浅い洞窟に祀られる。
- 灯明岩：本殿の右上方の岩壁にあり。

## 文化財
高知県保護文化財

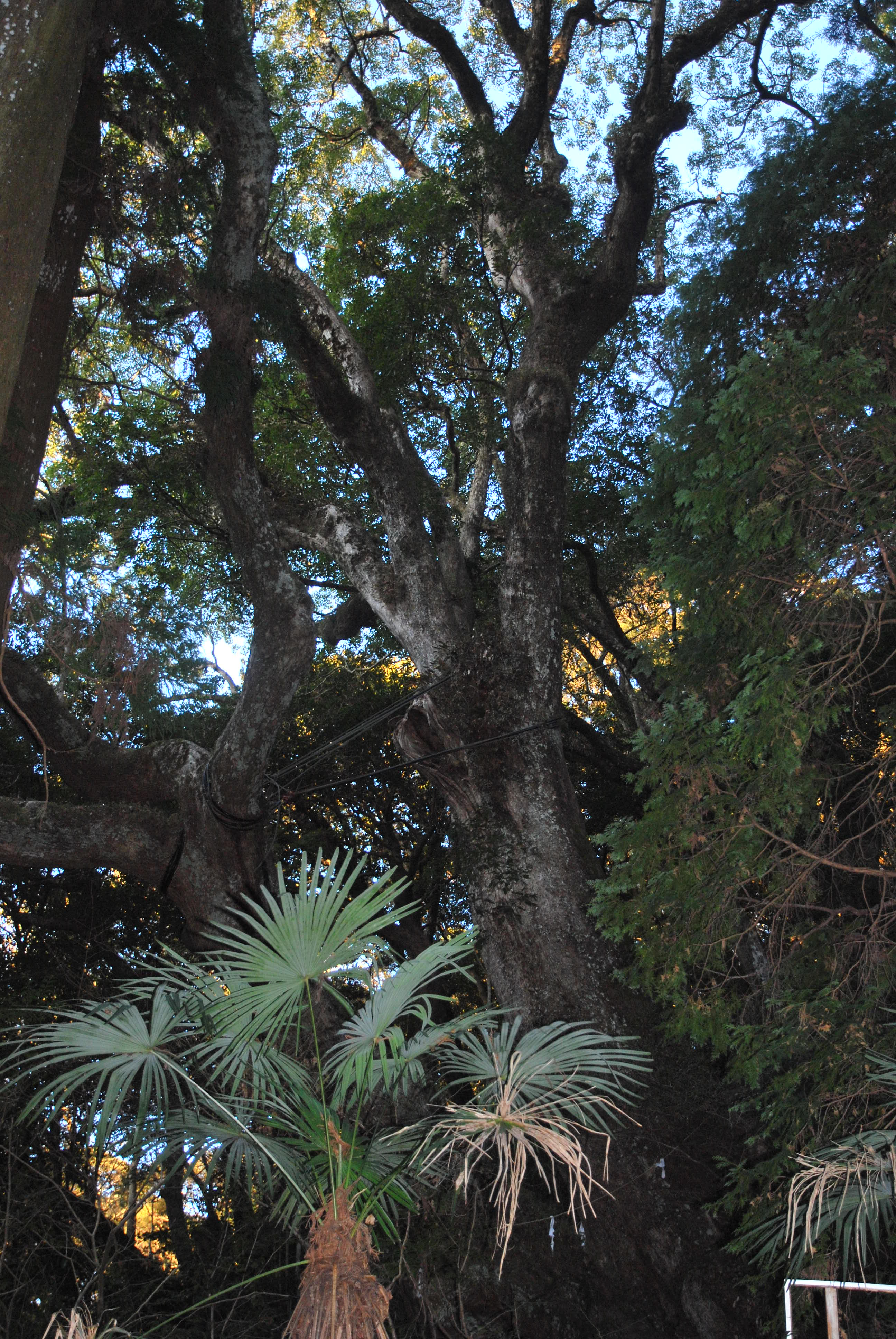
大樟

- 神峯神社本殿 - 江戸時代中期の享保3年（1718年）建立。桁行三間、梁間五間、枌葺三面入母屋造り[3]、千鳥破風一間向拝付き、縫破風軒、唐破風付きこけら葺屋根。本来、観音寺であった頃は観音堂となっており拝殿と本殿が一体化した造りとなっている。昭和30年（1955年）8月19日指定。

高知県天然記念物
- 神峯神社の大樟 - 推定樹齢約900年のクスノキである。樹高約150m、直径約3.6m。根元には神経痛に利益があると言われる樟神社が祀られている。明治7年（1874年）に土砂崩落により根元から6mほど埋まったが、昭和28年（1953年）に3mほど掘り出した。昭和30年（1955年）8月19日指定。